# Selenaspidopsis browni
Selenaspidopsis browni är en insektsart som beskrevs av Nakahara 1984. Selenaspidopsis browni ingår i släktet Selenaspidopsis och familjen pansarsköldlöss. Inga underarter finns listade i Catalogue of Life.